# 陈金 (体育舞蹈运动员)
陈金（1986年8月27日—），女，北京人，中国体育舞蹈运动员。

## 生平
陈金的父亲曾是中国体育舞蹈职业组的选手，所以她自小已耳濡目染。後曾在北京舞蹈学院附中及北京舞蹈学院社会舞蹈系學習。
2010年11月，陈金代表中國出戰廣州亞運會，與王为合作參加體育舞蹈比賽的拉丁舞-鬥牛及拉丁舞-桑巴兩個項目，奪得兩面金牌的佳績。

## 外部連結
- 2010年亚洲运动会中国代表团 - 陈金 （页面存档备份，存于）